# Eugeissona
Eugeissona ist die einzige Gattung der Pflanzentribus Eugeissoneae W.J.Baker & J.Dransf. innerhalb der Familie der Palmengewächse (Arecaceae). Von den etwa sechs Arten kommen zwei auf der Malaiischen Halbinsel und vier auf Borneo vor. Es sind stark bewehrte, nur einmal blühende Palmen, die Früchte sind dicht mit kleinen Schuppen besetzt.

## Beschreibung

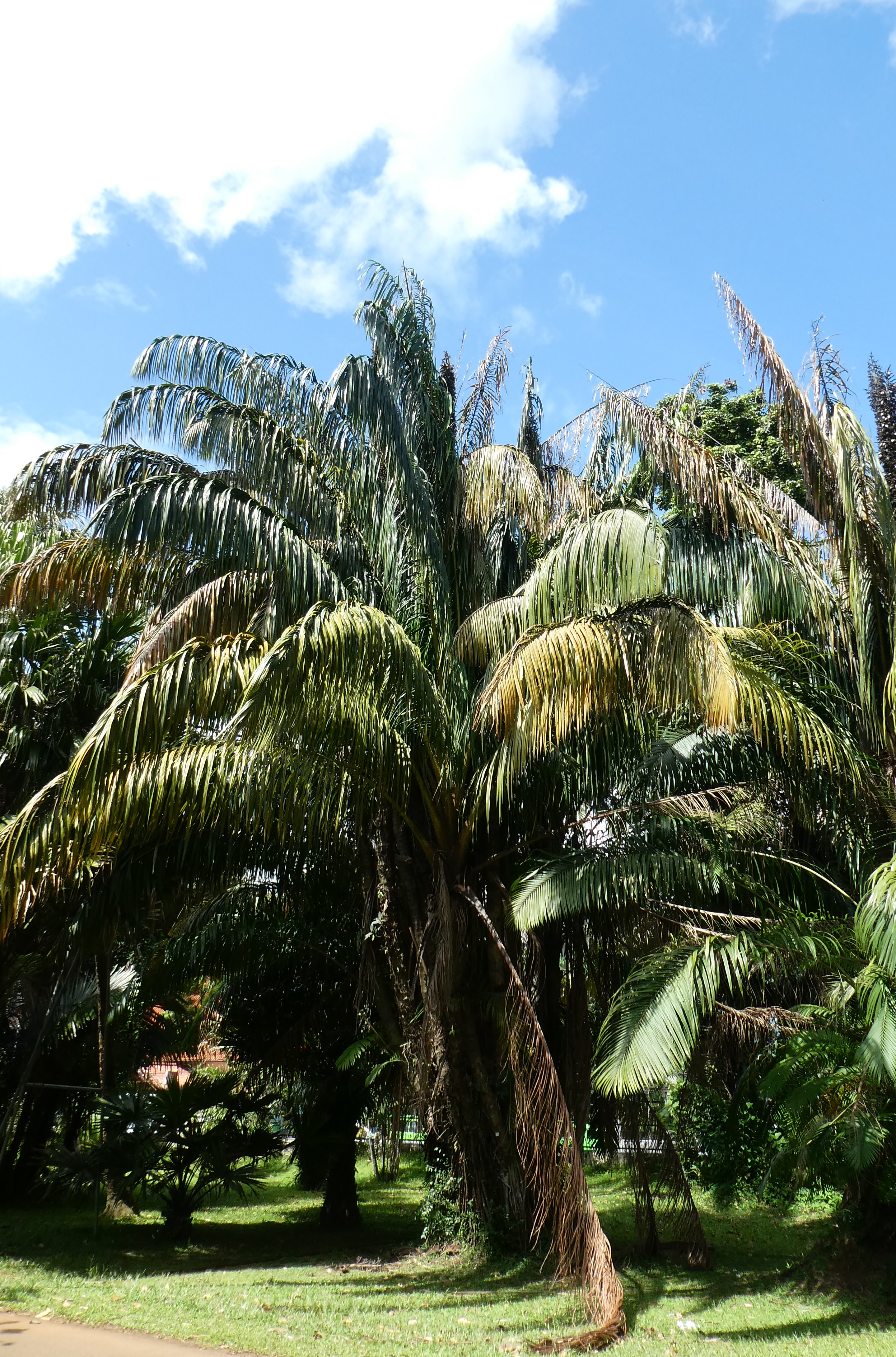
Habitus von Eugeissona utilis

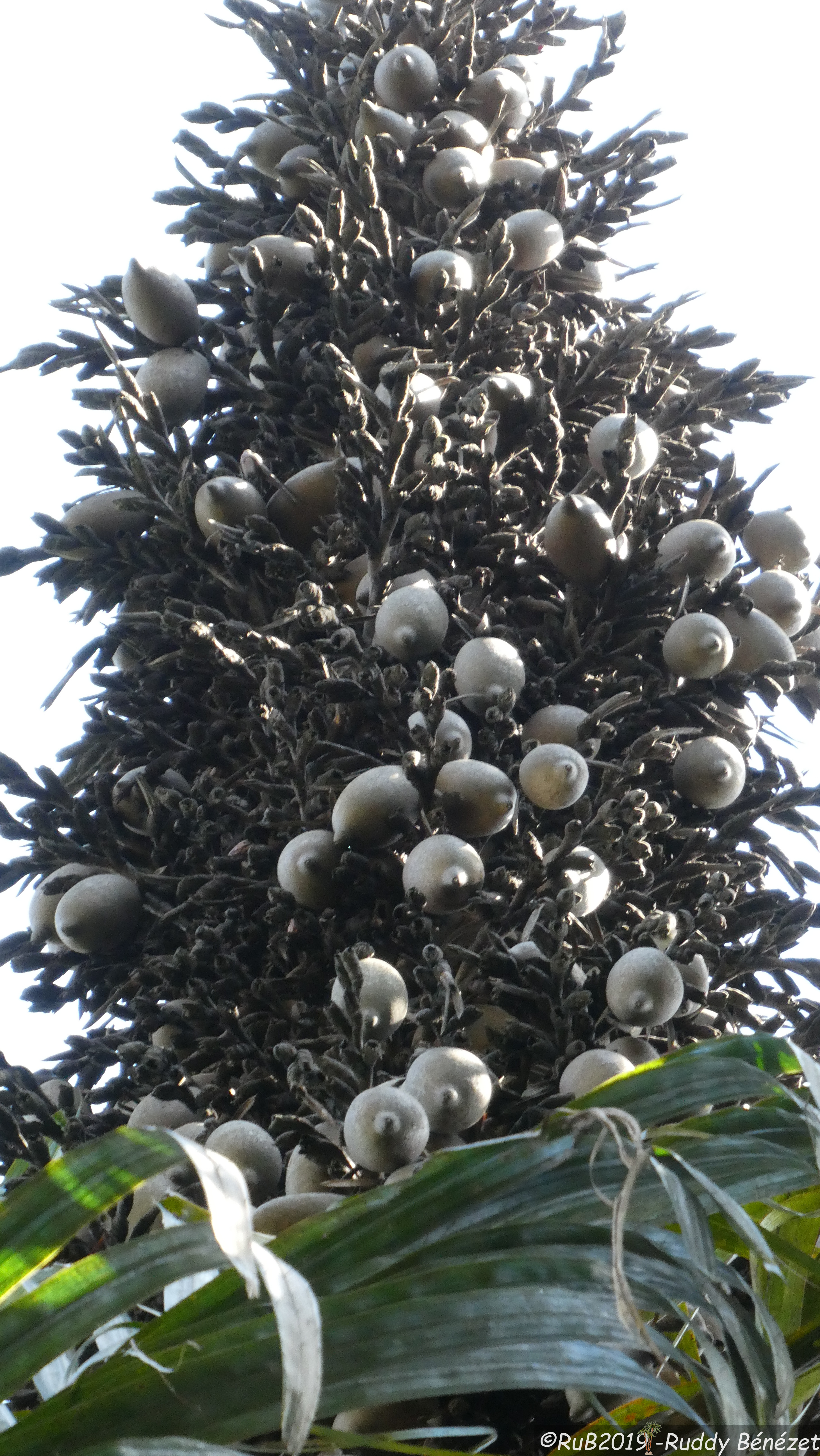
Fruchtstand von Eugeissona utilis

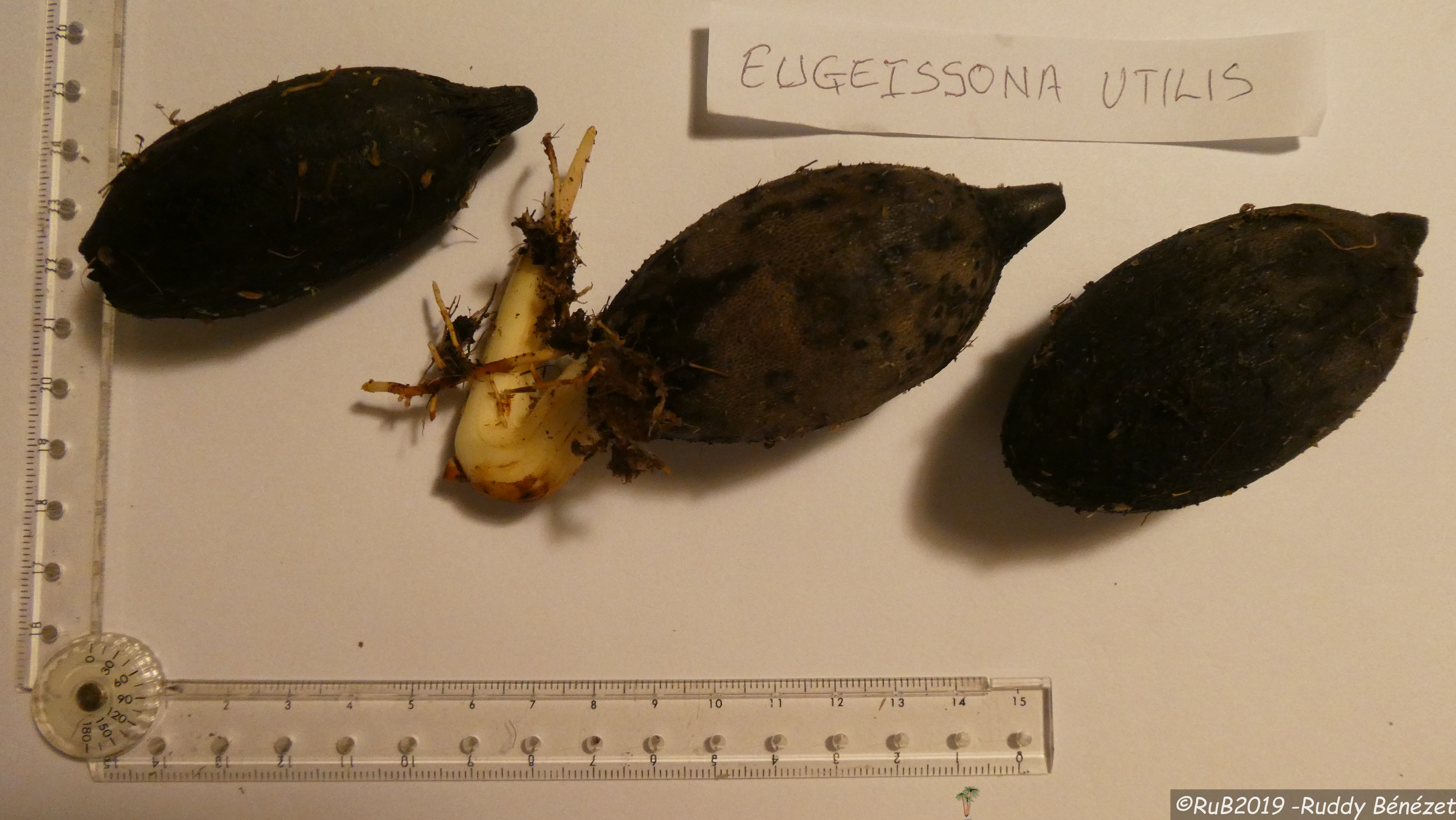
Samen von Eugeissona utilis

### Erscheinungsbild
Eugeissona-Arten sind mehrstämmige Palmen, mit vielen Stacheln. Der Stamm kann unterirdisch verborgen sein und aufrecht, oder er steht auf Stelzwurzeln und wird bis zu 3 Meter hoch. Häufig ist er basal verzweigt. Die Internodien sind kurz bis mittellang und meist von verrottenden Blattscheiden verdeckt. Bei baumförmigen Arten werden die Internodien frei und bilden dann manchmal stachelartige Adventivwurzeln. Die Stammrinde ist hart, das Mark ist weich und enthält kurz vor der Blüte große Mengen an Stärke.

### Blätter
Die Blätter sind gefiedert und stehen spiralig oder in drei Reihen. Die Blattscheide reißt meist auf der Gegenseite zum Blattstiel auf. Sie ist ganz unten unbewehrt, weiter oben trägt sie schwarze, abgeflachte Stacheln und verzweigte Haare. Der distale Rand der Blattscheide ist einem Blatthäutchen ähnlich. Der Blattstiel ist deutlich ausgeprägt, auf der Oberseite (adaxial) deutlich gefurcht. An der Unterseite (abaxial) sitzen zerstreut bis dicht schwarze, abgeflachte Stacheln, zwischen diesen meist Schuppen und Haare. Die Rhachis ist weniger dicht bewehrt als der Blattstiel. Die Fiederblättchen sind einfach gefaltet, zahlreich, ihr Umriss ist linealisch bis lanzettlich, der Rand ganz. Ihre Anordnung ist regelmäßig oder sie sind gruppiert und innerhalb der Gruppe gefächert, sodass das Blatt ein fiedriges Aussehen erhält. Entlang der Hauptnerven und am Rand befinden sich häufig kleine Dornen.

### Blütenstände
Eugeissona-Arten blühen nur einmal (sind hapaxanth). Eugeissona-Arten sind polygam. Der Blütenstand steht aufrecht und besteht aus Zweigen, die den seitlichen Blütenständen der pollakanthen Palmen entsprechen. Jeder Zweig ist vierfach verzweigt und steht in der Achsel von Blättern mit reduzierten Spreiten oder von röhrigen, unbewehrten, braunen Brakteen. Die Zweige jeder Ordnung tragen ein röhriges, zweikieliges Vorblatt und enden in einer Cupula (Becher) von braunen, spiralig stehenden Brakteen, die ein Blütenpaar einhüllen. Eine Cupula besteht aus elf bis 13 Brakteen. die je ein bis drei proximalsten und distalsten besitzen eine abortive Seitenknospe, die übrigen sind leer. Die proximalen fünf sind röhrig, die übrigen offen. Das Blütenpaar besteht aus einer großen männlichen und seitlich von ihr einer ebenso großen zwittrigen Blüte. Die männliche erscheint zuerst und wird dann von der sich entwickelnden zwittrigen aus der Cupula gedrängt.

### Blüten
Die Blüten zählen zu den größten unter den Palmenarten. Die männlichen Blüten befinden sich an einem kurzen Blütenstiel. Ihr Kelch ist röhrig, ledrig, längsgestreift, stumpf-braun und hat drei kurze, gespitzte Lappen. Ihre Krone ist im unteren Viertel bis Drittel röhrig und hat dann drei schmale, lange, verholzte, klappig aufeinanderstehende Lappen, die in harten, scharfen, stachelartigen Spitzen enden. Es gibt 20 bis 70 Staubblätter, die am Ende der Kronröhre ansetzen. Die Staubfäden sind kurz und aufrecht. Die Staubbeutel sind schmal, länglich, basifix und stumpf-gelb bis purpurfarben und öffnen sich latrors oder intrors (seitlich oder an der Innenseite); nach der Anthese fallen sie aus. Das Stempelrudiment ist sehr klein. Die Pollenkörner sind ellipsoidisch, bisymmetrisch. Die Keimöffnung steht distal und ist ein Sulcus (Keimfurche). Ihre längste Achse ist 41 bis 73 Mikrometer lang.
Die zwittrigen Blüten sind protandrisch, haben keinen Blütenstiel und haben ein zweikieliges, ledriges und röhriges Vorblatt. Die Blüte ist der männlichen Blüte sehr ähnlich. Lediglich das obere Ende der Blüte ist an der Seite abgeflacht, an der die Knospe von der männlichen Blüte eingedrückt worden ist. Kelch, Krone und Staubblätter ähneln ebenfalls der männlichen Blüte. Drei Fruchtblätter sind zu einem säulenförmigen Fruchtknoten verwachsen und enthält drei Samenanlagen; die Außenseite ist mit kleinen Schuppen besetzt. Die Samenanlagen sitzen basal und sind anatrop. Die Narbe ist konisch bis pyramidenförmig mit drei Seiten.

### Früchte
Die Früchte sind eiförmig mit einem Schnabel. Am oberen Ende befinden sich die Narbenreste; Hochblätter, Kelch und meist auch die Krone bleiben an der Frucht erhalten. Das Exokarp ist mit unregelmäßig senkrechten Reihen von sehr kleinen Schuppen besetzt. Das Mesokarp ist zur Reife etwas korkig und von Faserbündeln durchzogen. Das Endokarp entwickelt sich aus einer Zellschicht außerhalb der Samenfächerwand, ist dunkelbraun bis schwarz, sehr hart und dick und manchmal mit den Fasern des Mesokarps verbunden. Vom Endokarp reichen 3 + 3 oder 3 + 3 + 6 Vorsprünge in die Fruchthöhle hinein und bilden symmetrische, nicht völlig abgetrennte Bereiche. Pro Frucht entsteht nur ein Samen, dieser ist basal angeheftet. Er füllt die Fruchthöhle aus und liegt eng dem Endokarp an, wodurch er durch dessen Vorsprünge eingedrückt ist. Die Samenschale ist dünn und trocken, das Endosperm ist homogen, der Embryo sitzt basal.

## Blütenökologie
Die Blütenökologie wurde nur bei Eugeissona tristis untersucht. Die Blüten, stärker noch die Blütenknospen bilden große Mengen von Nektar. Dieser ist durch die Tätigkeit verschiedener Hefe-Arten alkoholisch. Mit einer maximalen Ethanol-Konzentration von 3,5 % gehört der Nektar zu den stärksten natürlich vorkommenden Alkoholika. Der Mittelwert lag bei 0,6 %, der Median bei 0,5 %. Die rund 1000 Blüten pro Blütenstand blühen synchron. Zunächst wird im Knospenstadium für rund 38 Tage Nektar produziert, dann blühen eine Nacht lang die männlichen Blüten, gefolgt von 41,8 Tagen Ruhe. Dann folgen wieder 51 Tage Nektar-Produktion, zwei Nächte Pollen-Freisetzung, wiederum 20,9 Tagen Nektarproduktion, bevor die Narben exponiert und empfängnisbereit sind. Die Blüten werden von kleinen Säugetieren besucht, die sich vom Nektar ernähren. Von den sieben Arten sind besonders häufige Besucher das Federschwanz-Spitzhörnchen (Ptilocercus lowii) und der Sunda-Plumplori (Nycticebus coucang). Diese Säugetiere dürften auch für die Bestäubung verantwortlich sein.

## Vorkommen
Eugeissona-Arten kommen nur auf der Malaiischen Halbinsel und auf Borneo vor.
Die auf Borneo vorkommenden Arten wachsen auf nährstoffarmen Böden. Besonders auffällig sind sie auf Hügelkuppen und Steilhangabbrüchen. Eugeissona minor und Eugeissona insignis kommen auch in tiefliegendem Heidewald vor, der keranga genannt wird. Auf der Malaiischen Halbinsel wachsen die Arten auf reicheren Böden an Hügelhängen. Eugeissona tristis wächst in einer großen Bandbreite von Waldtypen, von Sumpfrändern bis zu Hügelkuppen, die größte Häufigkeit hat sie allerdings auf Hügeln in Höhenlagen bis zu 1000 Metern. Alle Arten wachsen in großen Beständen, lediglich über Eugeissona ambigua liegt keine Information vor.

## Systematik
Die Gattung Eugeissona wurde 1844 durch William Griffith in Calcutta Journal of Natural History, and Miscellany of the Arts and Sciences in India, Band 5, Nummer 17, Seite 101 erstbeschrieben. Der Gattungsname Eugeissona setzt sich aus den altgriechischen Wörtern Eu  für „gut“ und geisson für „Dach“ zusammen. Er bezieht sich auf die Verwendung der Blätter zum Decken von Dächern.
Die Gattung Eugeissona bildet alleine die Tribus Eugeissoneae. Eugeissoneae ist innerhalb der Unterfamilie Calamoideae die Schwestergruppe aller übrigen Tribus der Unterfamilie Calamoideae.
Die Gattung Eugeissona enthält sechs Arten:
- Eugeissona ambigua Becc.: Sie ist nur vom Typusbeleg aus Borneo[2] bekannt.
- Eugeissona brachystachys Ridl.: Sie kommt nur auf der Malaiischen Halbinsel vor.[2]
- Eugeissona insignis Becc.: Sie kommt nur auf Borneo vor.[2]
- Eugeissona minor Becc.: Sie kommt nur auf Borneo vor.[2]
- Eugeissona tristis Griff.: Sie kommt nur auf der Malaiischen Halbinsel vor (Bertrampalme).[2]
- Eugeissona utilis Becc.: Sie kommt nur auf Borneo vor.[2]

## Nutzung
Aus den Stämmen von Eugeissona utilis gewinnen die Penan-Leute auf Borneo Stärke ähnlich wie bei Sago. Auch Eugeissona insignis kann so genutzt werden. Aus den Blättern aller Arten werden Dächer gefertigt. Aus den Blattstielen werden Pfeile für Blasrohre oder Spielzeug hergestellt. Das Endosperm junger Samen ist essbar. Aus den Stelzwurzeln von Eugeissona minor werden Gehstöcke hergestellt.

## Belege